# Galatasaray Spor Kulübü 2013-2014 (pallavolo femminile)
Questa voce raccoglie le informazioni riguardanti il Galatasaray Spor Kulübü nella stagione 2013-2014.

## Organigramma societario
Area direttiva
- Presidente: Ünal Aysal

Area tecnica
- Allenatore: Massimo Barbolini
- Secondo allenatore: Ataman Güneyligil

## Rosa
| N° | Nome                | Ruolo | Data di nascita  | Nazionalità sportiva |
| -- | ------------------- | ----- | ---------------- | -------------------- |
| 1  | Ergül Avcı          | C     | 24 luglio 1987   | Turchia              |
| 2  | Sinem Yıldız        | C     | 12 aprile 1986   | Turchia              |
| 3  | Nihan Yeldan        | L     | 7 febbraio 1982  | Turchia              |
| 5  | Dobriana Rabadžieva | S     | 14 giugno 1991   | Bulgaria             |
| 7  | Madelaynne Montaño  | O     | 6 gennaio 1983   | Colombia             |
| 8  | Aslı Kalaç          | C     | 13 dicembre 1995 | Turchia              |
| 9  | Stefana Veljković   | C     | 9 gennaio 1990   | Serbia               |
| 10 | Saori Kimura        | S     | 19 agosto 1986   | Giappone             |
| 11 | Gamze Alikaya       | P     | 1º gennaio 1993  | Turchia              |
| 12 | Bihter Dumanoğlu    | L     | 3 febbraio 1995  | Turchia              |
| 13 | Neriman Özsoy       | S     | 13 luglio 1988   | Turchia              |
| 14 | Eleonora Lo Bianco  | P     | 22 dicembre 1979 | Italia               |
| 15 | Ada Germen          | S     | 24 giugno 1997   | Turchia              |
| 17 | Nursevil Aydınlar   | P     | 28 novembre 1995 | Turchia              |
| 18 | Ezgi Arslan         | S     | 23 marzo 1992    | Turchia              |

## Statistiche

### Statistiche di squadra
| Competizione     | Punti | In casa | In casa | In casa | In trasferta | In trasferta | In trasferta | Totale | Totale | Totale |
| Competizione     | Punti | G       | V       | P       | G            | V            | P            | G      | V      | P      |
| ---------------- | ----- | ------- | ------- | ------- | ------------ | ------------ | ------------ | ------ | ------ | ------ |
| Voleybol 1. Ligi | 49,3  | 14      | 10      | 4       | 14           | 10           | 4            | 28     | 20     | 8      |
| Coppa di Turchia | -     | 1       | 1       | 0       | 1            | 1            | 0            | 5      | 2      | 3      |
| Champions League | 14    | 4       | 3       | 1       | 4            | 2            | 2            | 8      | 5      | 3      |
| Totale           | -     | 19      | 14      | 5       | 19           | 13           | 6            | 41     | 27     | 14     |

G = partite giocate; V = partite vinte; P = partite perse

### Statistiche dei giocatori
| Giocatore     | Voleybol 1. Ligi | Voleybol 1. Ligi | Voleybol 1. Ligi | Voleybol 1. Ligi | Voleybol 1. Ligi | Coppa di Turchia | Coppa di Turchia | Coppa di Turchia | Coppa di Turchia | Coppa di Turchia | Champions League | Champions League | Champions League | Champions League | Champions League | Totale | Totale | Totale | Totale | Totale |
| Giocatore     | P                | PT               | AV               | MV               | BV               | P                | PT               | AV               | MV               | BV               | P                | PT               | AV               | MV               | BV               | P      | PT     | AV     | MV     | BV     |
| ------------- | ---------------- | ---------------- | ---------------- | ---------------- | ---------------- | ---------------- | ---------------- | ---------------- | ---------------- | ---------------- | ---------------- | ---------------- | ---------------- | ---------------- | ---------------- | ------ | ------ | ------ | ------ | ------ |
| G. Alikaya    | 23               | 28               | 6                | 7                | 15               | 5                | 2                | 0                | 0                | 2                | 7                | 3                | 0                | 0                | 3                | 35     | 33     | 6      | 7      | 20     |
| E. Arslan     | 16               | 47               | 38               | 4                | 5                | 3                | 4                | 3                | 1                | 0                | 5                | 4                | 3                | 1                | 0                | 24     | 55     | 44     | 6      | 5      |
| E. Avcı       | 26               | 167              | 104              | 48               | 15               | 4                | 16               | 8                | 6                | 2                | 7                | 24               | 15               | 6                | 3                | 37     | 207    | 127    | 60     | 20     |
| N. Aydınlar   | 22               | 10               | 5                | 5                | 0                | 4                | 3                | 2                | 1                | 0                | 2                | 1                | 0                | 1                | 0                | 28     | 14     | 7      | 7      | 0      |
| B. Dumanoğlu  | 22               | 5                | 0                | 0                | 5                | 5                | 0                | 0                | 0                | 0                | 2                | 0                | 0                | 0                | 0                | 29     | 5      | 0      | 0      | 5      |
| A. Germen     | 2                | 0                | 0                | 0                | 0                | 0                | 0                | 0                | 0                | 0                | 0                | 0                | 0                | 0                | 0                | 2      | 0      | 0      | 0      | 0      |
| A. Kalaç      | 16               | 77               | 46               | 21               | 10               | 4                | 27               | 17               | 6                | 4                | 6                | 22               | 16               | 5                | 1                | 26     | 126    | 79     | 32     | 15     |
| S. Kimura     | 16               | 140              | 112              | 11               | 17               | 2                | 23               | 20               | 1                | 2                | 7                | 66               | 47               | 8                | 11               | 25     | 229    | 179    | 20     | 30     |
| E. Lo Bianco  | 22               | 53               | 17               | 4                | 32               | 4                | 9                | 4                | 2                | 3                | 8                | 19               | 4                | 1                | 14               | 34     | 81     | 25     | 7      | 49     |
| M. Montaño    | 18               | 383              | 332              | 32               | 19               | 4                | 65               | 58               | 3                | 4                | 6                | 147              | 130              | 10               | 7                | 28     | 595    | 520    | 45     | 30     |
| N. Özsoy      | 24               | 403              | 340              | 33               | 30               | 5                | 61               | 55               | 2                | 4                | 8                | 138              | 121              | 14               | 3                | 37     | 602    | 516    | 49     | 37     |
| D. Rabadžieva | 18               | 245              | 217              | 15               | 13               | 4                | 51               | 44               | 5                | 2                | 4                | 36               | 32               | 0                | 4                | 26     | 332    | 293    | 20     | 19     |
| S. Veljković  | 7                | 83               | 50               | 22               | 11               | 1                | 5                | 3                | 2                | 0                | 8                | 98               | 55               | 25               | 18               | 16     | 186    | 108    | 49     | 29     |
| N. Yeldan     | 27               | 1                | 1                | 0                | 0                | 5                | 0                | 0                | 0                | 0                | 8                | 0                | 0                | 0                | 0                | 40     | 1      | 1      | 0      | 0      |
| S. Yıldız     | 20               | 97               | 63               | 18               | 16               | 3                | 16               | 10               | 4                | 2                | 8                | 1                | 1                | 0                | 0                | 31     | 114    | 74     | 22     | 18     |

P = presenze; PT = punti totali; AV = attacchi vincenti; MV = muri vincenti; BV = battute vincenti